# Line Skak
Line Skak Lindegaard Nielsen (født 6. april 1997 i Ikast) er en dansk håndboldspiller som spiller for Silkeborg-Voel KFUM. Hun har tidligere optrådt for FC Midtjylland, TTH Holstebro, Nykøbing Falster Håndboldklub og HH Elite. Hun har spillet 26 kampe for det danske ungdomslandshold hvor hun har scoret 37 mål.
Hun var med til at vinde det danske mesterskab tilbage i 2015, sammen med FC Midtjylland Håndbold, efter finalesejre over Team Esbjerg.